# Stories We Tell Our Young
Stories We Tell Our Young (conocido en español como Cuentos de niños) es el sexto episodio de la tercera temporada de la serie de televisión estadounidense de drama sobrenatural y policíaco Grimm. El guion principal del episodio fue escrito por el guionista Michael Duggan, y la dirección general estuvo a cargo de Aaron Lipstadt.
El episodio se transmitió originalmente el 6 de diciembre del año 2013 por la cadena de televisión estadounidense NBC. Para la emisión de Latinoamérica, el estreno se llevó a cabo el 20 de enero del 2014 por el canal Universal Channel.
En este episodio Nick y Hank deben enfrentar la situación de un niño que padece una extraña enfermedad, confundida con una posesión demoníaca por el catolicismo, o con una mutacién genética perniciosa llamada "grauzenz" por los wesen, que obliga a una drástica intervención del Concilio Wesen. Mientras tanto el capitán Renard llega a Viena para encontrarse con los miembros de la resistencia, en momentos que la nobleza wesen disputa el poder, luego de que se anunciara la muerte del príncipe Eric Renard -su medio hermano-.

## Argumento

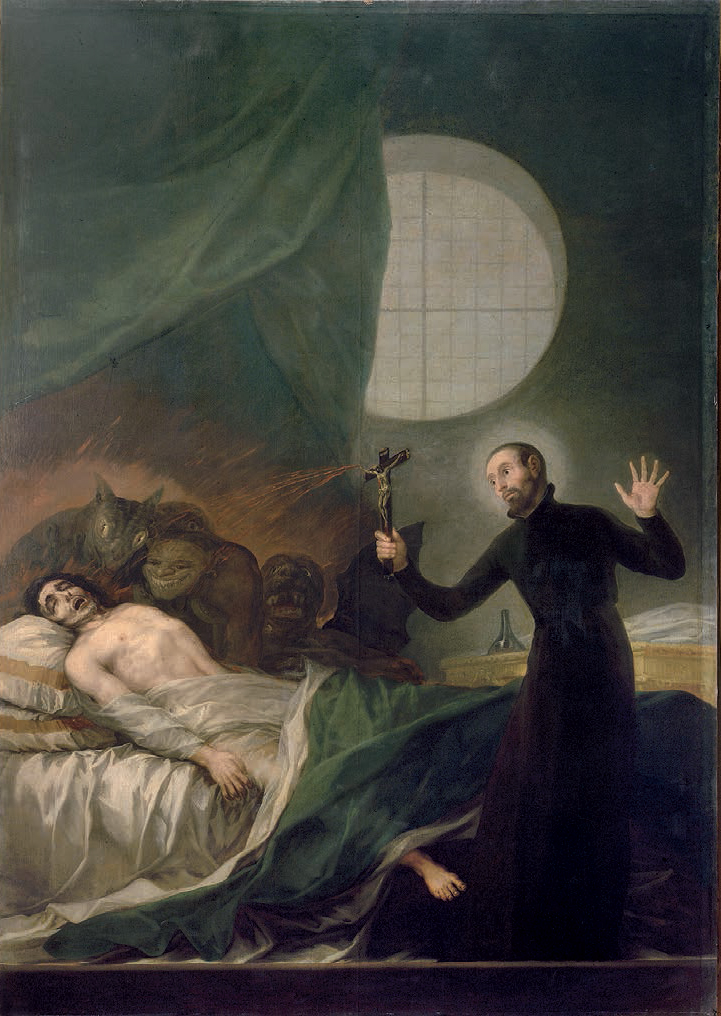
El episodio se basó en los prejuicios y discriminaciones tradicionales ante enfermedades desconocidas.

La frase que inicia cada capítulo, corresponde en este caso a la respuesta que Aua, guía y amigo inuit de Knudd Rasmussen, brindara al famoso explorador danés:

Versión en inglés
We don´t believe,
We only fear.
Versión en español
No creemos,
solo tememos.

El argumento de la semana, se inicia con un niño sufre una transformación mientras es objeto de un exorcismo y mata al obispo. Nick, Hank y Juliette recurren a Monroe y Rosalee y llegan a la conclusión que el niño es un "grauzenz", algo que tradicionalmente los wesen han considerado una perniciosa y muy peligrosa mutación genética, que obliga bajo pena de muerte a todos los wesen a realizar la denuncia ante el Concilio, a fin de que el grauzenz sea eliminado. Rosalee hace la denuncia y el Concilio Wesen manda una persona para eliminar al niño. Pero Juliette, con sus conocimientos como veterinaria, descubre que el niño padece una inusual contaminación bacteriana contraída en Jordania y que la creencia wesen era en realidad un antiguo prejuicio ante una enfermedad desconocida.
La historia general de la serie, continúa la lucha por el poder en la nobleza wesen, en Austria, desatada luego de conocida la noticia de la muerte del príncipe Eric Renard, medio hermano del capitán Renard. En este capítulo el capitán Renard llega a Viena y se reúne con la Resistencia, que decide aceptarlo entre sus filas para evitar que la corona pase a Viktor Albert Wilhelm George Beckendorf, primo segundo de los hermanos Renard.

## Elenco

### Principal
- David Giuntoli como Nick Burkhardt.
- Russell Hornsby como Hank Griffin.
- Bitsie Tulloch como Juliette Silverton.
- Silas Weir Mitchell como Monroe.
- Sasha Roiz como el capitán Renard.
- Bree Turner como Rosalee Calvert.
- Reggie Lee como el sargento Wu.
- Claire Coffee como Adalind Schade.